# Vladan Milosavljev
Vladan Milosavljev (* 1. února 1987 v Bělehradě) je srbský fotbalový záložník, který v současné době hraje za řecký klub Levadiakos.

## Rodina
Oženil se v ČR s přítelkyní Reginou Graclíkovou, mají spolu jednoho syna Matea (* 2013).

## Klubová kariéra
Svoji fotbalovou kariéru začal ve FK Rad z Bělehradu, kde se postupně propracoval až do prvního mužstva. V roce 2006 přestoupil do FK Crvena zvezda. Následně začala anabáze po hostováních. Nejprve působil v letech 2006–2007 v FK Rad Bělehrad, poté v roce 2007 v FK Vardar a následně v roce 2008 v FK Hajduk Kula. V létě 2008 podepsal MFK Karviná, kde prožil prozatím nejúspěšnější část své kariéry. V zimě 2012 odešel hostovat do FK Viktoria Žižkov.

### FC Baník Ostrava
V červenci 2012 přestoupil do prvoligového celku FC Baník Ostrava. 3. března 2013 nastoupil ve 27. minutě na hřiště proti domácí Viktorii Plzeň a v 51. minutě vstřelil úvodní gól, když se mu podařilo z těsné blízkosti přelobovat plzeňského brankáře Matúše Kozáčika. Zápas skončil remízou 1:1. Celkem odehrál za Baník 33 ligových zápasů, v nichž vstřelil 3 góly.

### Levadiakos
V lednu 2014 se s Baníkem dohodl na předčasném ukončení smlouvy, která mu měla vypršet 30. června 2014 a přestoupil do řeckého týmu Levadiakos, kde podepsal smlouvu na 2½roku.